# Franco Berardi
Franco "Bifo" Berardi, född 2 november 1949, är en italiensk filosof, teoretiker, kommunist och aktivist i den autonomistiska traditionen. Berardis verk adresserar huvudsakligen media- och informationsteknik under den samtida postindustriella kapitalismen. Berardi har bland annat har skrivit över två dussin böcker, samt ett antal uppsatser och tal. 
1962, blev Berardi medlem i den italienska kommunistiska ungdomsfederationen, senare förvisades han dock från organisationen, anklagad för fraktionsbildning. Han deltog senare även i händelserna i maj '68 vid universitetet i Bologna, där han även tog en examen i estetik. Under denna tid gick han med i den så kallade extra-parlamentariska arbetarmakts-gruppen. Väl där träffade han för första gången Negri. Berardi grundade tidningen A/traverso 1975 och arbetade med tidningen fram till 1981, då den också nådde sin största upplaga. Han var också delaktig i att sköta Radio Alice, den första gratis tillgängliga piratradiostationen i Italien, från 1976 till 1978. 
Liksom andra vilka också var involverade i politiska rörelser i Italien under 1970-talet, flydde Berardi till Paris, där han arbetade med Guattari inom schizoanalys. Under 1980-talet bidrog Berardi till tidningarna Semiotexte (New York), Chimerees (Paris), Metropoli (Rom) och Musica 80 (Milan). Under 1990-talet publicerade han i Mutazione e Ciberpunk (Genoa, 1993), Cibernauti (Rom, 1994) och Félix (Rom, 2001). Han har även samarbetat med konstnärer som Warren Neidich och bidragit till publikationer som e-flux inom samtida konst. För närvarande arbetar han med tidningen Derive Approdi och undervisar i social kommunikationshistoria vid Accademia di belle Arti i Milano. Berardi är grundare av internettidningen rekombinant.org, telestreet-rörelsen och grundade till TV kanalen Orfeo TV.
Till skillnad från ortodoxa marxister bygger Berardis autonomistiska teorier på bland annat psykoanalys, schizoanalys, kommunikationsteori och ämnar att visa hur subjektivitet och lust är uppbundna till funktioner i det kapitalistiska systemet.  
Så snarare än att exempelvis beskriva händelser som finanskrisen 2008 bara som ett exempel på det inneboende motsägelsefull logik för kapitalakumulation argumenterar Berardi snarare mot att arbetskraft erhåller en privilegierad status i sin kritik. Berardi menar att "lösningen på den ekonomiska problematiken inte kan lösas med ekonomiska medel: lösningen är nämligen inte ekonomisk." Berardi menar att mänskliga känslor och kommunikation blir allt mer centralt i produktions respektive konsumtionsmönstret som upprätthåller flöden av fiatvaluta i det postindustriella samhället, Berardi använder för att beskriva detta bland annat begreppen "kognitariat" och "informationsarbete"  i sin analys av detta som en psyko-social process. Bland Berardis andra adresserade områden återfinns kulturella skildringar kring förväntningar om framtiden - från proto-fascistisk futurism till postmodern cyberpunk (1993). Detta representerar ett större fokus på idéer och kulturella förväntningar än de determinist-materialistiska scheman från ortodox marxism som ofta är begränsade till en rent ekonomiska eller systemiska analyser.